# 김천호 (조선공산당)
김천호(金天浩, 1918년 ~ 1947년)는 조선공산당의 당원이자 공산주의자이다. 1947년에 신영균, 조희창, 홍만길, 휘발유, 김관철 등에게 집단 린치를 당해 중상을 입고 병원에 입원하였으나 끝내 회복하지 못하고 29세의 나이로 사망했다.

## 김천호가 등장한 작품
- 《야인시대》(2002),  (배우: 도기석)